# 孟加拉鎮區 (密西根州)
孟加拉鎮區（英語：Bengal Township）是位於美國密西根州克林頓縣的一個行政鎮區。

## 地方資料
孟加拉鎮區的面積為94.64平方千米，當中陸地面積為94.61平方千米，而水域面積為0.03平方千米。根據2020年美國人口普查的數據，當地共有人口1138人，而人口密度為每平方千米12.02人。